# ژان فرانتس ویلیمز

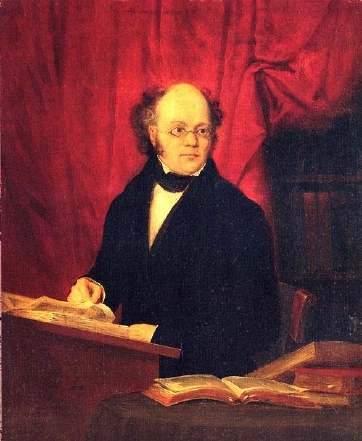
ژان فرانتس ویلمز

ژان فرانس ویلمز (۱۱ مارس ۱۷۹۳- ۲۴ژوئن ۱۸۴۶) نویسنده فلاندری و پدر جنبش فلاندری بود .
ویلمز در شهر بوچوت بلژیک در حالی که تحت اشغال فرانسه بود، به دنیا آمد. او کار خود را در یک دفتر اسناد رسمی در آنتورپ آغاز کرد.
او اوقات فراغت خود را وقف ادبیات کرد و در سال ۱۸۱۰ جایزه ای برای شعر با قصیده ای در جشن صلح تیلسیت دریافت کرد. او با اشتیاق از تأسیس پادشاهی متحده هلند و احیای ادبیات فلاندری استقبال کرد. و در حمایت از ادعاهای زبان مادری هلند، تعدادی نوشته‌های پرشور و شیوا منتشر کرد.
همراهی سیاسی او با حزب نارنجی در انقلاب ۱۸۳۰ بود، و این دیدگاه ها او را با دولت موقت دچار مشکل کرد. با این حال، ویلمز به زودی به عنوان رهبر بی چون و چرای جنبش مردمی فلاندری شناخته شد، که در سکوی اصلی آن برابری کامل زبان ها را در دولت و دادگاه های حقوقی ایجاد کرد. او در سال ۱۸۴۶در خنت درگذشت.
از جمله نوشته های او که بسیار زیاد بود، مهمترین آنها عبارتند از:
- هنرها و علوم (۱۸۱۶)
- از بلژیک،به بلژیکی ها (۱۸۱۸)
- پژوهشی تاریخی در مورد منشا و نام اماکن عمومی و سایر آثار باستانی شهر آنتورپ (۱۸۲۸)

## کتابشناسی - فهرست کتب

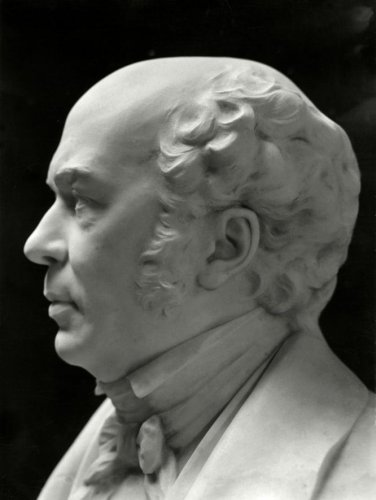
ژان فرانتس ویلمز

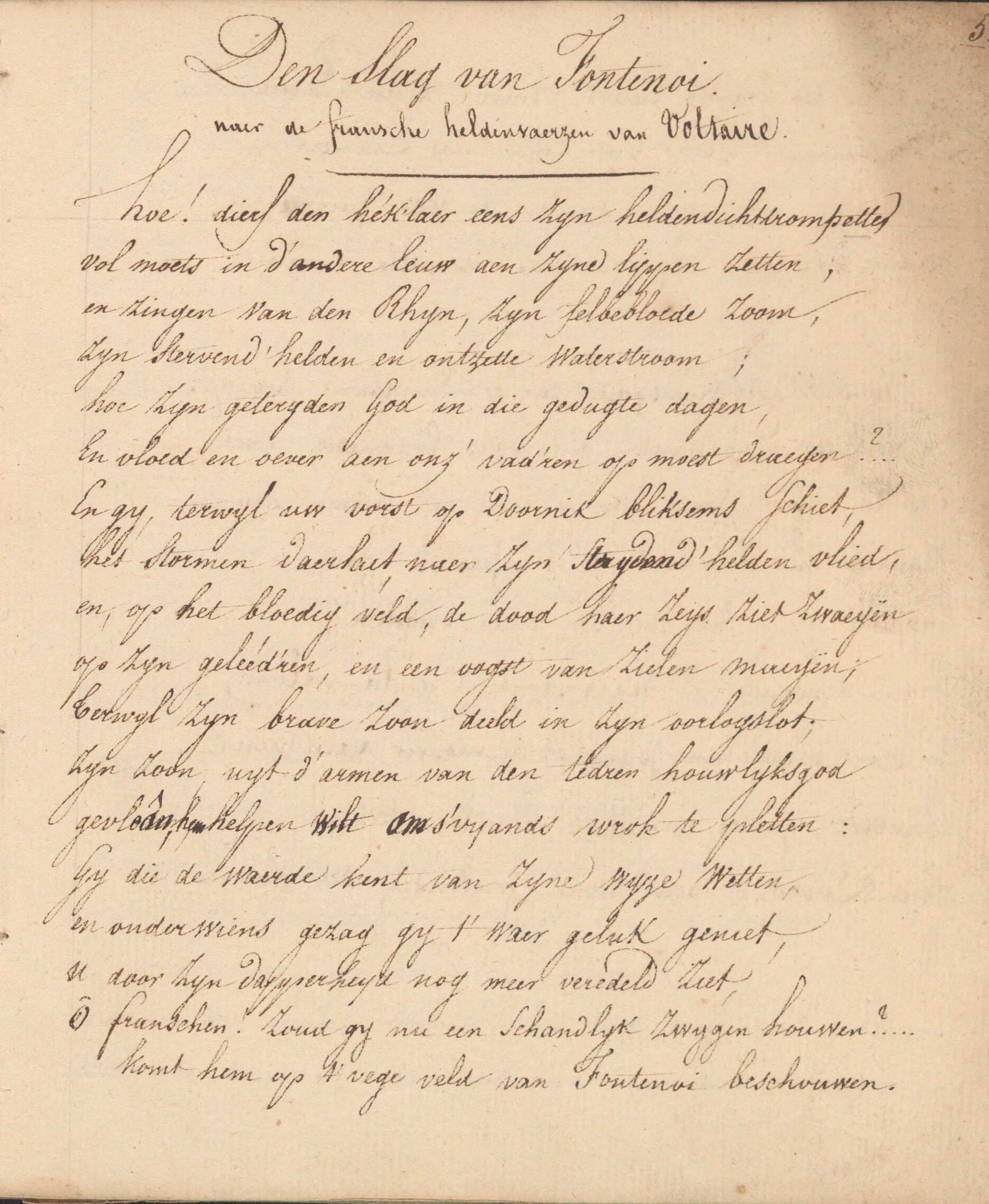
گزیده ای از نسخه خطی آثار شاعرانه، ۱۸۱۵-۱۸۰۷. نوشته ژان فرانس ویلمز.

- گزیده ای از نسخه خطی آثار شاعرانه، ۱۸۱۵-۱۸۰۷. نوشته ژان فرانس ویلمز. [۱] شعر در مورد مایر و شهرداری بوچوت (۱۸۰۷)
- سرود وطن درباره نبرد فریدلند و متعاقب آن صلح تیلسیت (۱۸۱۲)
- انبوه پوین در اطراف آنتورپ (۱۸۱۴، شعر)
- آنتورپائر ثروتمند یا پسرعموهای حریص (۱۸۱۵)
- کوئینتن ماتسیس، یا آنچه که عشق انجام نمی دهد! (۱۸۱۶)
- از بلژیک به بلژیکی ها (۱۸۱۸، شعر)
- در مدح یوهانس آبراهام تربروگن (۱۸۱۹، نثر)
- رساله زبان و ادبیات هلندی در استان زویدلیک هلند (۲۴-۱۸۱۹)
- گفتاری درباره شعر شاعر و نقاش (۱۸۲۳)
- ضرب المثل های کیور فن ندردویتچه و درس های اخلاقی شاعرانه (۱۸۲۴)
- درباره شریفویزن هلندی و فلاندری آلمانی پایین (۱۸۲۴، مقاله)
- بازنگری بر شخصیت ون دن ندرلند شیلدر (۱۸۲۵)
- ترکیبی از محتوای تاریخی و میهنی (۱۸۳۰-۱۸۲۷، مقالات و انتشارات)
- مشارکت در تاریخ چاپ در آنتورپ (۱۸۲۸، مطالعه)
- ماریا ون براباند (۱۸۲۸، شعر)
- از زبان بلژیکی نامه ژان فرانسوا ویلمز به آقای سیلوین ون دو وایر (۱۸۲۹)
- جمعیت قدیمی استان آنتورپ (۱۸۲۹، مقاله)
- جدایی موش‌ها و سوری‌ها (۱۸۳۰، افسانه)
- پیش‌بینی‌های هیلیگه هیلدگارد درباره انقلاب بلژیک (۱۸۳۱، نسخه‌های متنی و مباحثه)
- درباره چند نفرین، سوگند و قسم قدیمی هلندی (۱۸۳۴، مقاله)
- نامه‌های مارگریت دوپارم و سر دومونتینی درباره مشکلات تورنای در سال ۱۵۶۴(۱۸۳۶)
- النوننسیا. بناهای یادبود زبان های رومی و تودسک در قرن نهم (۱۸۳۷)
- در مورد جمعیت برخی از شهرهای بلژیک در قرون وسطی (۱۸۳۹، مطالعه)
- نامه ای به پروفسور بورمنز در مورد دو خطی IJ و UU (۱۸۴۱)
- بازنگری در مراسم افتتاحیه ون هت ولامش (۱۸۴۲)
- پسکوین پزشک و ستاره شناس. بازی مسخره ۱۷۸۲(۱۸۴۴)
- کرونیکل اتاقهای رتوریکا در لیر (۱۸۴۴)
- یادداشتی در مورد مجموعه ای از آهنگ های قدیمی فرانسوی (۱۸۴۴)
- خاطرات در مورد نام شهرداری ها در شرق فلاندر (۱۸۴۵)
- اولین بلیسکپ مریم، نمایشنامه اسرارآمیز ۱۴۴۴(۱۸۴۵)
- آهنگ های فلاندری قدیمی تا حدی با ملودی ها (۱۸۵۸-۱۸۴۵، پایان یافته توسط فردیناند آگوستین اسنلارت )

## انتشارات
زندگینامه ویلمز توسط فردیناند آگوستین اسنلارت (خنت، ۱۸۴۷) و ماکس روزز (آنتورپ، ۱۸۷۴) نوشته شده است. ( دانشنامه‌ی بین المللی جدید ). همچنین توسط روسس، جولیوس فولتستکه ، و انتون برگمان تحت عنوان ژآن فرانتس ویلمز ( خنت ، ۱۸۹۳) منتشر شده است.

## همچنین ببینید
- ادبیات فلاندری
- ویلمسفندز